# Blossom Films
Blossom Films é uma produtora fundada pela atriz australiana Nicole Kidman em 2010. A primeira produção da empresa foi o filme Rabbit Hole, baseado na peça de mesmo nome de David Lindsay-Abaire.

## Futuro
Blossom Films atualmente detém os direitos de How to Marry a Millionaire, The Danish Girl e The Family Fang.

## Filmografia

### Filmes
| Ano  | Título          | Dirigido por          | Notas                       |
| ---- | --------------- | --------------------- | --------------------------- |
| 2010 | Rabbit Hole     | John Cameron Mitchell | Indicado a um Academy Award |
| 2011 | Monte Carlo     | Thomas Bezucha        |                             |
| 2015 | The Family Fang | Jason Bateman         |                             |

### Televisão
| Ano       | Título                 | Criado por                               | Rede televisiva | Notas      |
| --------- | ---------------------- | ---------------------------------------- | --------------- | ---------- |
| 2017–2019 | Big Little Lies        | David E. Kelley                          | HBO             |            |
| 2020      | The Undoing            | David E. Kelley                          | HBO             | Minissérie |
| 2021      | Nine Perfect Strangers | David E. Kelley e John Henry Butterworth | Hulu            | Minissérie |
| TBA       | The Expatriates        |                                          | Amazon Video    |            |
| TBA       | Crime Farm             |                                          | HBO Max         |            |